# Бастион-01
«Бастион-01» (укр. Бастіон-01) — украинская реактивная система залпового огня, состоящая из шасси КрАЗ-6322 и боевой части БМ-21 «Град».
Предназначена для уничтожения живой силы и боевой техники противника, артиллерийских и минометных батарей, разрушения укреплений, опорных пунктов и узлов сопротивления противника.

## История
В начале 2000-х годов в Харькове начали работы по созданию модернизированного варианта системы залпового огня БМ-21 «Град» с использованием автомобильного шасси украинского производства. В результате, для вооружённых сил Украины были предложены БМ-21У "Град-М" и БМ-21К (на шасси армейского грузовика КрАЗ-260).
В 2006 году на вооружение вооружённых сил Украины был принят армейский грузовик КрАЗ-6322, а в конце 2008 года было принято решение сделать КрАЗ основным типом грузовика в украинской армии, поэтому с целью унификации шасси автомобильной техники Харьковский автомобильный ремонтный завод и Харьковское конструкторское бюро машиностроения им. Морозова продолжили работы по созданию модернизированного варианта РСЗО БМ-21У "Град-М" на шасси КрАЗ-6322.
Также были использованы разработки ГП "Оризон-Навигация" - модернизированные РСЗО оснащены системами спутниковой навигации, которые значительно повысили их автономность на марше и огневой позиции.
Первый испытательный образец БМ-21 "Град" на шасси КрАЗ-6322 был изготовлен и передан министерству обороны Украины в начале мая 2009 года.
Модернизация РСЗО до уровня "Бастион" проходит на ГП «Шепетовский ремонтный завод» и производится путём установки на новое шасси КрАЗ артиллерийской части, снятой с БМ-21, находившихся на хранении, или выведенных из боевого состава ВС Украины.

## Описание
Платформа боевого комплекса - полноприводный грузовик повышенной проходимости КрАЗ-6322 с колёсной формулой 6х6.
Автомобиль работает в экстремальных природных, климатических и дорожных условиях в диапазоне температур от -50 до +60 °C на высоте до 5 тыс. м над уровнем моря, преодолевает водные преграды глубиной до 1,5 м, снежный покров до 0,6 м. Оборудован системой централизованной подкачки шин, обеспечивающей высокую проходимость по грунтам с низкой несущей способностью. По заказу потребителя автомобиль может быть выполнен как с левосторонним, так и правосторонним рулевым управлением, оснащаться броневой защитой кабины, основных узлов и агрегатов.

## Модификации
- «Бастион-01» - базовая модель.
- «Бастион-02» - версия «Бастион-01» с удлинённой колесной базой, на которой размещён дополнительный боекомплект[12]. Основное отличие «Бастиона»-02 — система быстрой перезарядки (СШП). На машине в специальных открытых обоймах находятся 40 дополнительных реактивных снарядов. С использованием СШП процесс перезарядки занимает около 120 секунд[13]. Без неё на это уходит около 7 минут[7]. Кроме того, боевая машина «Бастион-02» может быть укомплектована двумя переносными зенитно-ракетными комплексами[14]

## На вооружении
- Грузия - партия[сколько?] "Бастион-01" была поставлена[когда?] для вооружённых сил Грузии[11]
- Украина — в 2008 году принят на вооружение вооружённых сил Украины[уточнить]. В конце июля 2014 стало известно, что части ракетных войск и артиллерии вооружённых сил Украины должны получить дополнительное количество РСЗО «Бастион-01»[7][11]. 24 августа 2014 года на военном параде в Киеве были представлены три единицы "Бастион-01" и три "Бастион-02" 55-й отдельной артиллерийской бригады[2][15]